# Cinnyris neergaardi
El suimanga de Neergaard (Cinnyris neergaardi) es una especie de ave paseriforme de la familia Nectariniidae endémica del sudeste de África. Su hábitat natural son los bosques tropicales de regiones costeras de Mozambique y el noreste de Sudáfrica. Está amenazado por la pérdida de hábitat.

## Descripción
El suimanga de Neergaard es un pájaro pequeño y cn un pico relativamente corto entre los suimangas. El macho adulto tiene la cabeza, garganta y espalda de color verde metálico. Sus alas son negras, su obispillo azul y su cola pardo negruzca. Su pecho es rojo y tiene una lista azul estrecha que lo separa de la verde garganta, además tiene una manchas amarillas en los extremos del pecho bajo las alas. Su vientre es gris oscuro. La hembra adulta tiene la cabeza y las partes superiores pardo grisáceas, el obispillo oliváceo, y la cola parda oscura. Presenta una lista superciliar clara, y sus partes inferiores son de color pardo grisáceo claro. Ambos sexos tiene los ojos marrones, y el pico y patas negras. Los juveniles se parecen a las hembras.

## Ecología
Los suimangas de Neergaard se alimenta en la copa de los árboles, a menudo en compañía de suimangas amatistas (Chalcomitra amethystina). Se alimenta de néctar, insectos y arañas.

## Estado de conservación
El suimanga de Neergaard tiene un área de distribución limitada y una población relativamente pequeña. Está restringido a la franja costera de Mozambique y Sudáfrica entre Inhambane en el sur de Mozambique y la ciudad sudafricana de Richards Bay en el norte de KwaZulu-Natal. Hay dos poblaciones separadas en Mozambique, una al norte del río Limpopo y otra al sur de Maputo. Su hábitat son los bosques secos, especialmente de suelo arenoso, y el matorral costero. Aunque este pájaro es abundante en algunos lugares de su área de distribución, se cree que su población está en declive a causa de la destrucción de su hábitat. Por todo ello la UICN lo clasifca como "especie casi amenazada".